# Айдар (Белгородская область)
Айдар — село в Ровеньском районе Белгородской области России. Административный центр Айдарского сельского поселения.

## География
Село расположено в юго-восточной части Белгородской области, по обоим берегам реки Айдара, ниже по руслу от места впадения его правого притока Фоминки, в 8,21 км к северу по прямой от Ровенёк, районного центра. Ближайшие населённые пункты: хутора Фомина на севере (на противоположном берегу Фоминки, выше по руслу Айдара) и Новая Райгородка на юге (примыкает ниже по левому берегу Айдара).

## История

### Происхождение названия
Село Айдар возникло в XVIII веке на берегах одноимённой реки (отсюда его название), а появление первого поселения краеведы относят к середине XVII века. В словарях и краеведческих публикациях приводятся различные значения слова «айдар»: тюркское — «клок волос или коса», русское диалектное — «казачья стрижка»; тюркское «айда» — подгоняющий крик, соответствующий русскому «вперед».

### Исторический очерк
В документах 1807 года Айдар упоминается как «село с церковью» (в 1856 году храм был перестроен и получил название Успенского).
Осенью 1879 года айдарские крестьяне предприняли решительное выступление против произвола местного помещика Е.А.Фирсова, в дело пришлось вмешаться полиции и властным чинам, в том числе самому губернатору.
В 1865 году в Айдаре открыли школу.
В 1900 году слобода Айдар «в стороне от большой дороги, в 10 верстах от Решетниковой, имеет... большое число ветряных мельниц, несколько лавок и 4 ярмарки».
В 1928 году, когда был образован Ровеньский район, в него вошла и Айдарская волость.
В 1929 году в Айдаре появились два ТОЗа — товарищества по совместной обработке земли. 13 января 1930 года их объединили в колхоз «Искра».
В 1930-е годы слобода Айдар — центр сельского совета (12 населенных пунктов) в Ровеньском районе ЦЧО, в слободе работали медицинский пункт, школа колхозной молодежи (ЦKM), изба-читальня.
В годы Великой Отечественной войны из Айдарского сельсовета призвано 964 человека, в боях за Отчизну пали 685.
8 июля 1942 года Айдар оккупировали фашистские захватчики. Освободили село 16 января 1943 года.
В январе 1994 года село Айдар — центр Айдарского сельсовета: села Пристень, Старая Ивановка и Старая Райгородка, хутора Новая Ивановка, Новая Райгородка, Саловка и Фомино.
На 1 января 1999 года в Айдарском сельском округе Ровеньского района — села Айдар, Пристень, Старая Ивановка и Старая Райгородка, хутора Новая Ивановка, Новая Райгородка, Саловка и «хутор Фомина».
В 2009 году Айдар — центр Айдарского сельского поселения Ровеньского района, в которое входят также село Пристень и 6 хуторов: Новая Ивановка, Новая Райгородка, Саловка, Старая Ивановка, Старая Райгородка и хутор Фомина.

## Население
С 1781 года по 1859 год число жителей слободы Айдара выросло с 517 до 1862.
В 1900 году в слободе Айдаре — 2600 жителей.
В 1930 году — 2846 жителей.
На 17 января 1979 года в селе Айдаре проживало 1406 человек, на 12 января 1989 года — 1270 (544 мужчины и 726 женщин), в январе 1994 года — 504 хозяйства, 1351 житель, на 1 января 1999 года — 1367 житель.
В 2001 году в селе Айдаре — 1326 жителей, в 2002 году — 1294.
| 1859 | 1897  | 2002  | 2010  |
| ---- | ----- | ----- | ----- |
| 1862 | ↗2617 | ↘1297 | ↘1183 |

## Достопримечательности

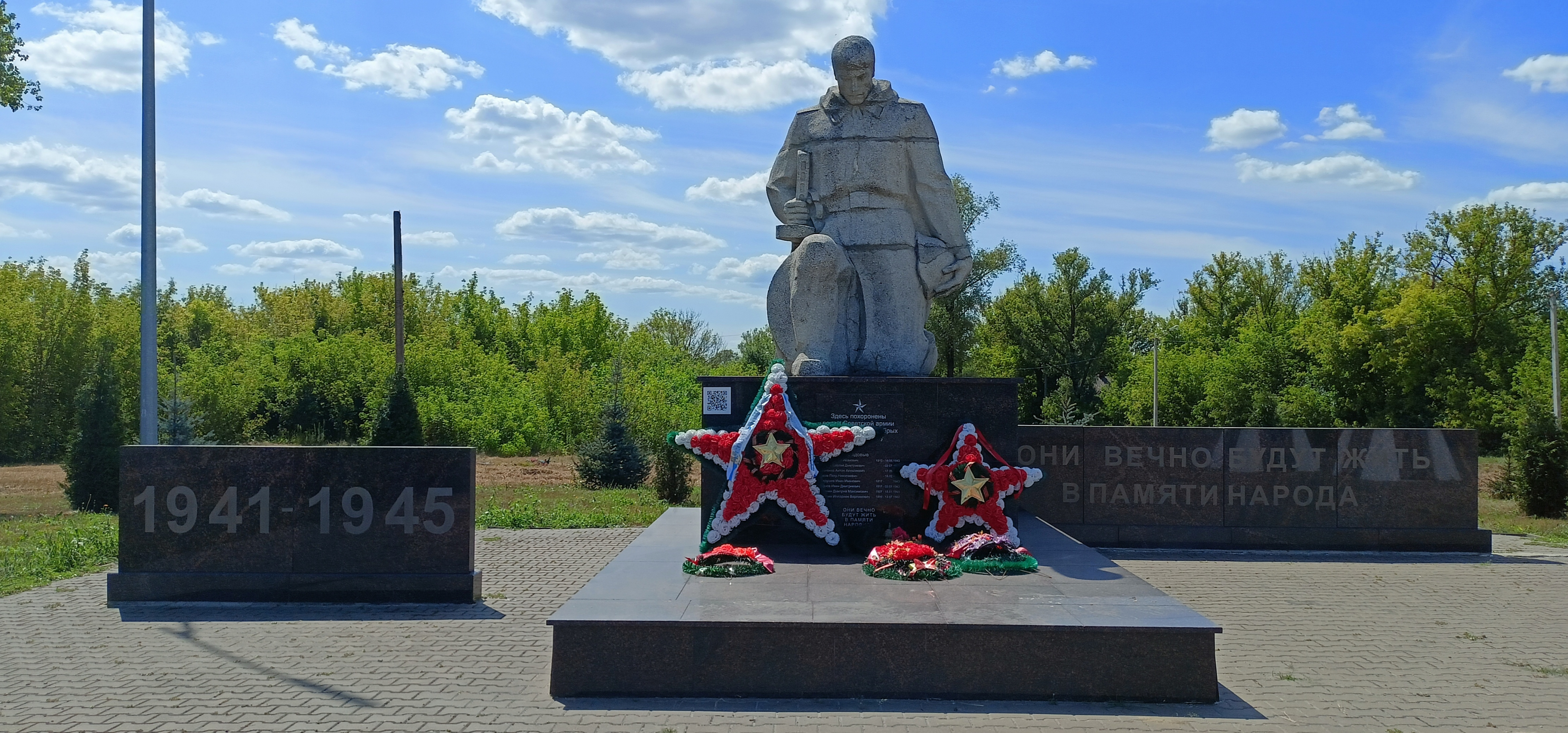
Монумент в честь погибших советских солдат

В центре Айдара, на площади — братская могила советских воинов, погибших в январе 1943 года. Материалы о земляках, героях минувшей войны, собраны в Айдарском сельском музее. Здесь же хранятся и другие краеведческие документы и экспонаты.

## Интересные факты
- Айдар как собственное имя встречалось в XV-XVI веках как у татар, так и у русских[2].